# Anna Puu
Anna Puu, (cuyo nombre real es Anna Emilia Puustjärvi , 3 de febrero de 1982 , Outokumpu) es una cantante finlandesa que saltó a la fama en el año 2008 gracias al concurso de canto Idols de Finlandia.

## Premios
Puu fue galardonada en el 2010 con el "IFPI Finland" durante la gala de Emma Gaala en la categoría de solista femenina. Además gracias a su álbum, Anna Puu fue premiada al mejor álbum debut de pop.

## Discografía

### Singels
- C'est la vie (2009 - promo)
- Kaunis päivä (2009 - promo)
- Melankolian riemut (2009 - promo)
- Riko minut (2010 - promo)
- Onnen viipaleet (2010 - promo)
- Sinä olet minä (2010 - promo)

### Videos musicales
- C'est la vie (2009)
- Kaunis päivä (2009)
- Riko minut (2010)

### Otras canciones
- Hallelujah (Recopilación de American Idol y estrella de clase) (2008)
- Love Is Cool (Ganadora de American Idol)